# Anita Augspurg

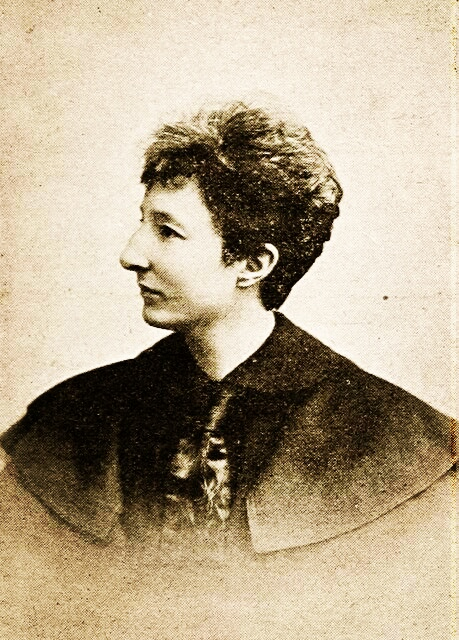
Anita Augspurg, Fotografie des
Ateliers Elvira, München 1902

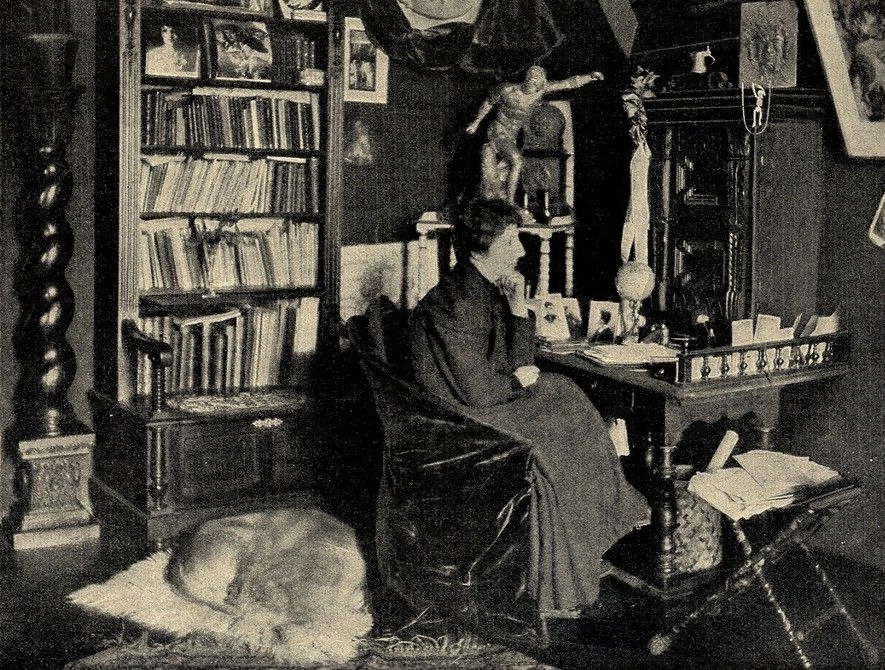
Anita Augspurg in ihrem Münchner Haus in der Königinstraße, 1899

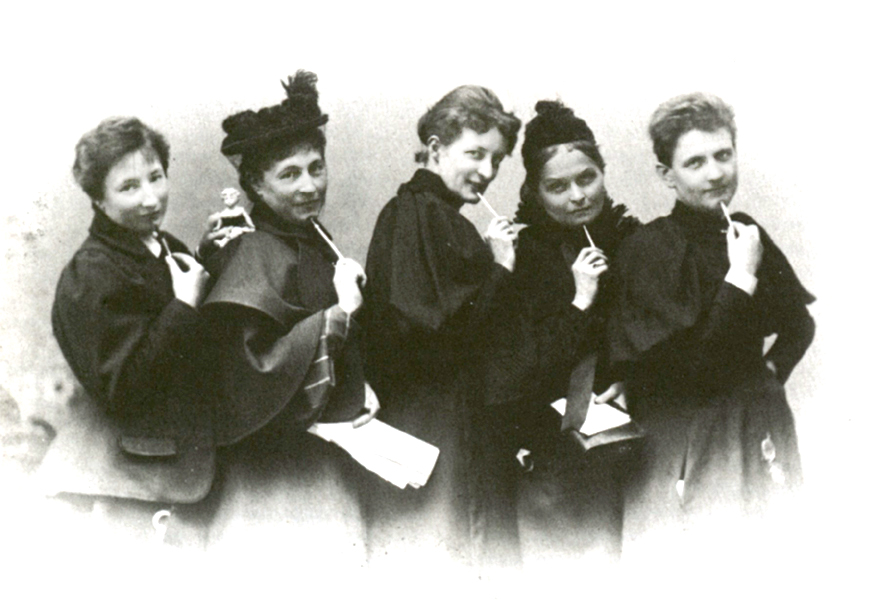
Augspurg und ihre Gefährtinnen vom Verband für Frauenstimmrecht, von links nach rechts: Anita Augspurg, Marie Stritt, Lily von Gizycki, Minna Cauer und Sophia Goudstikker, Fotografie des Ateliers Elvira, München um 1896

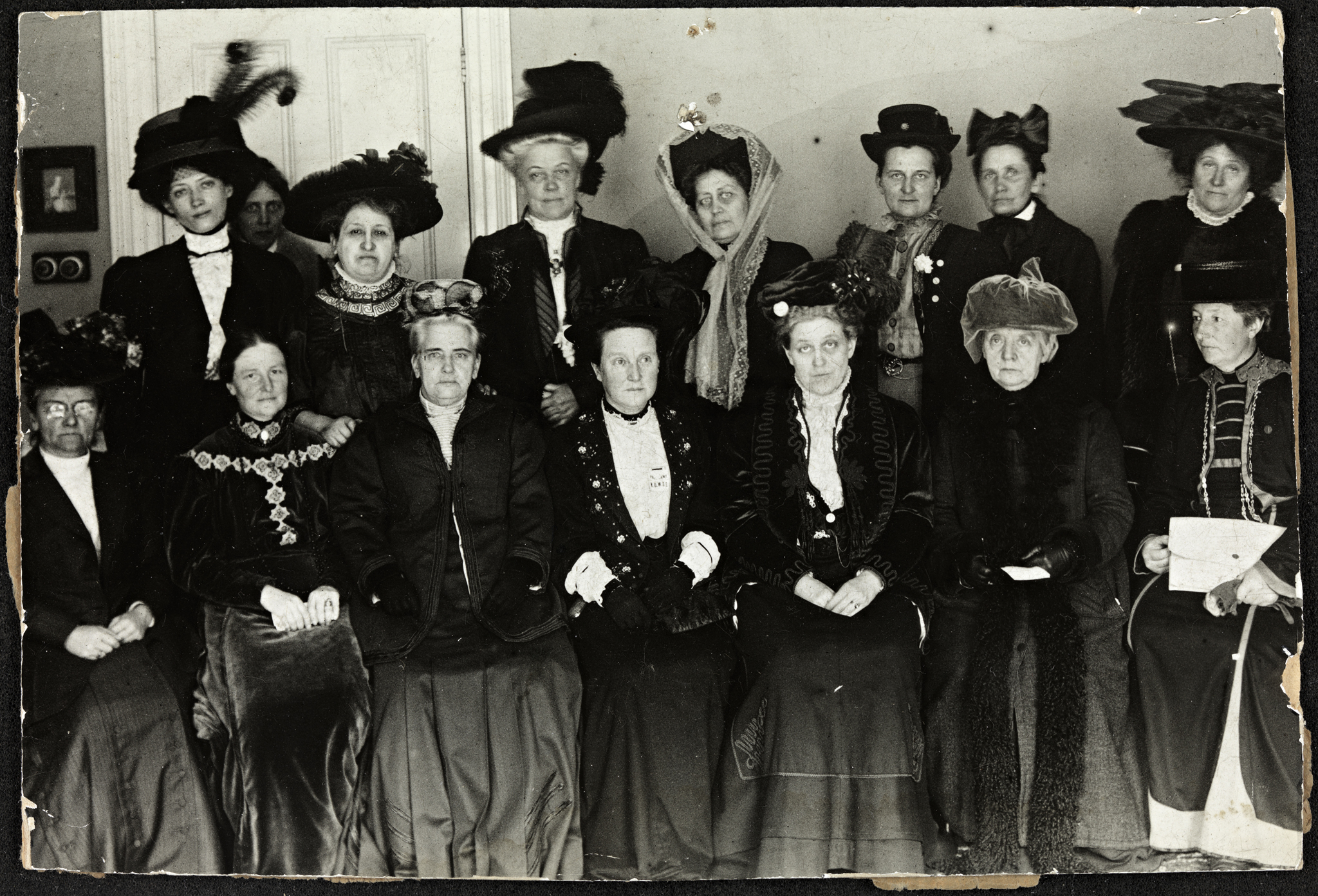
Anita Augspurg (unten rechts) auf einem Kongress in London, 1909

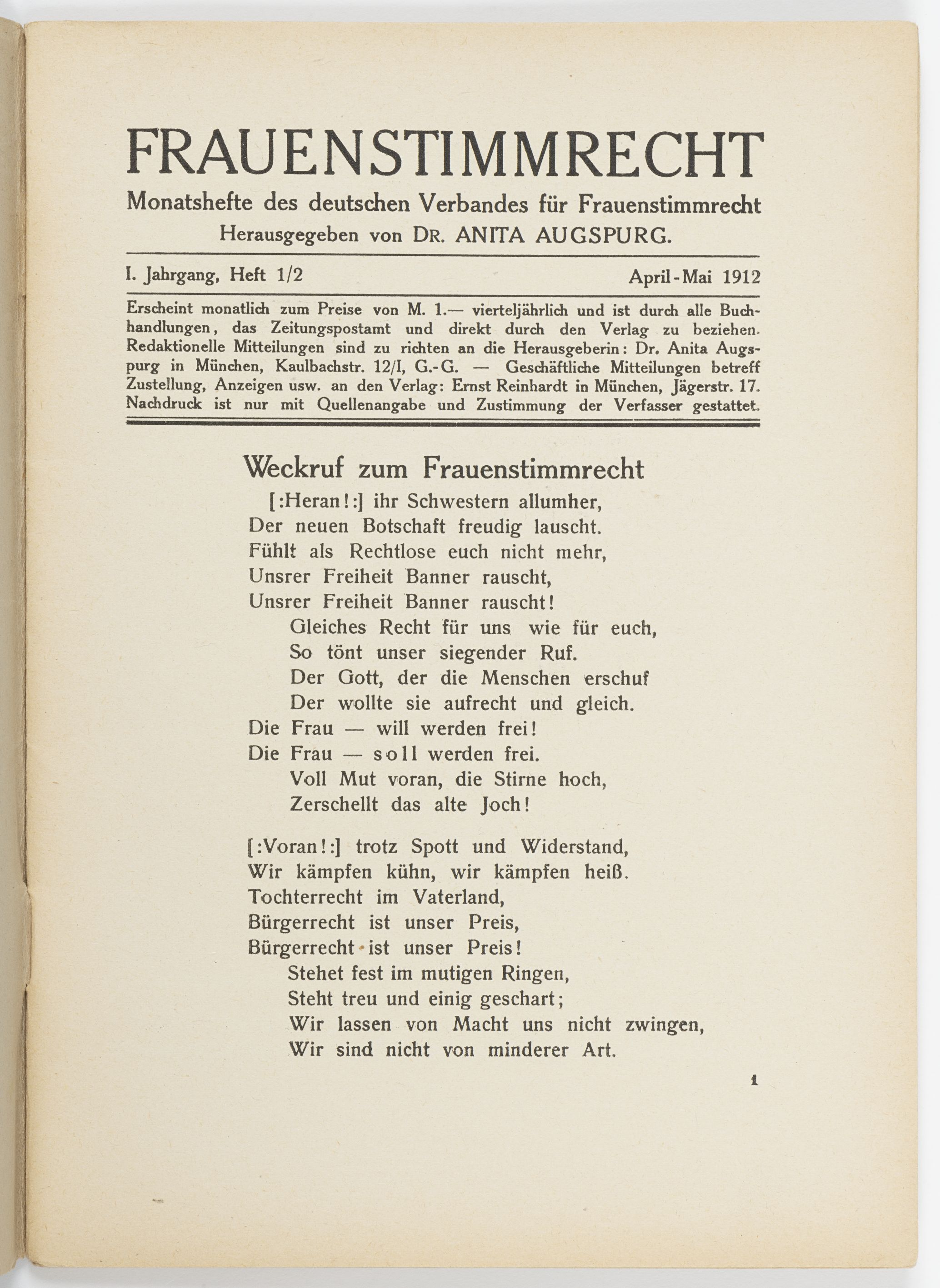
Erste Ausgabe der Zeitschrift Frauenstimmrecht von April/Mai 1912 mit von Augspurg geschriebenen Lied „Weckruf zum Frauenstimmrecht“, die zur Melodie der Marsellaise gesungen werden sollte

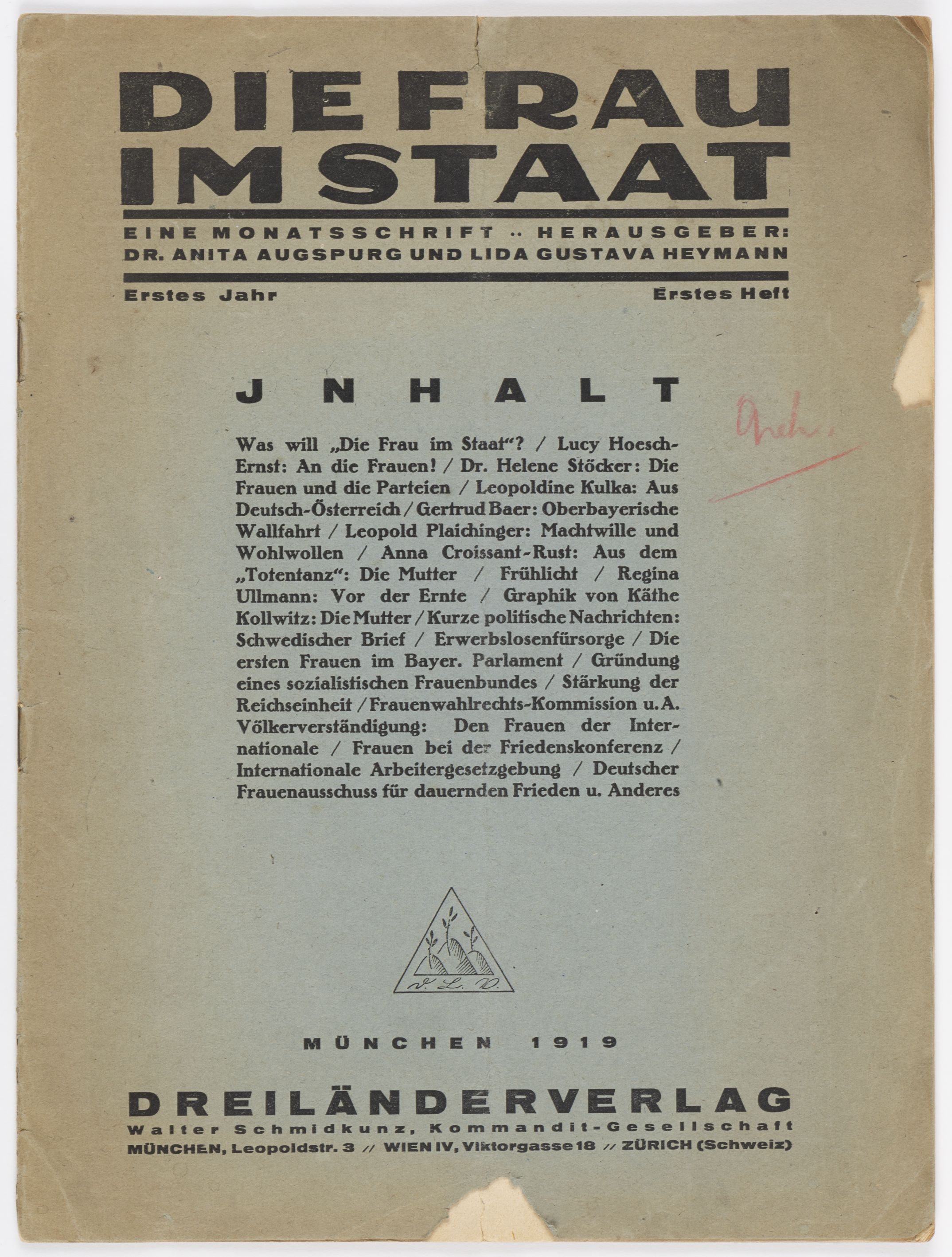
„Die Frau im Staat“ Monatsschrift herausgegeben von Dr. Anita Augspurg

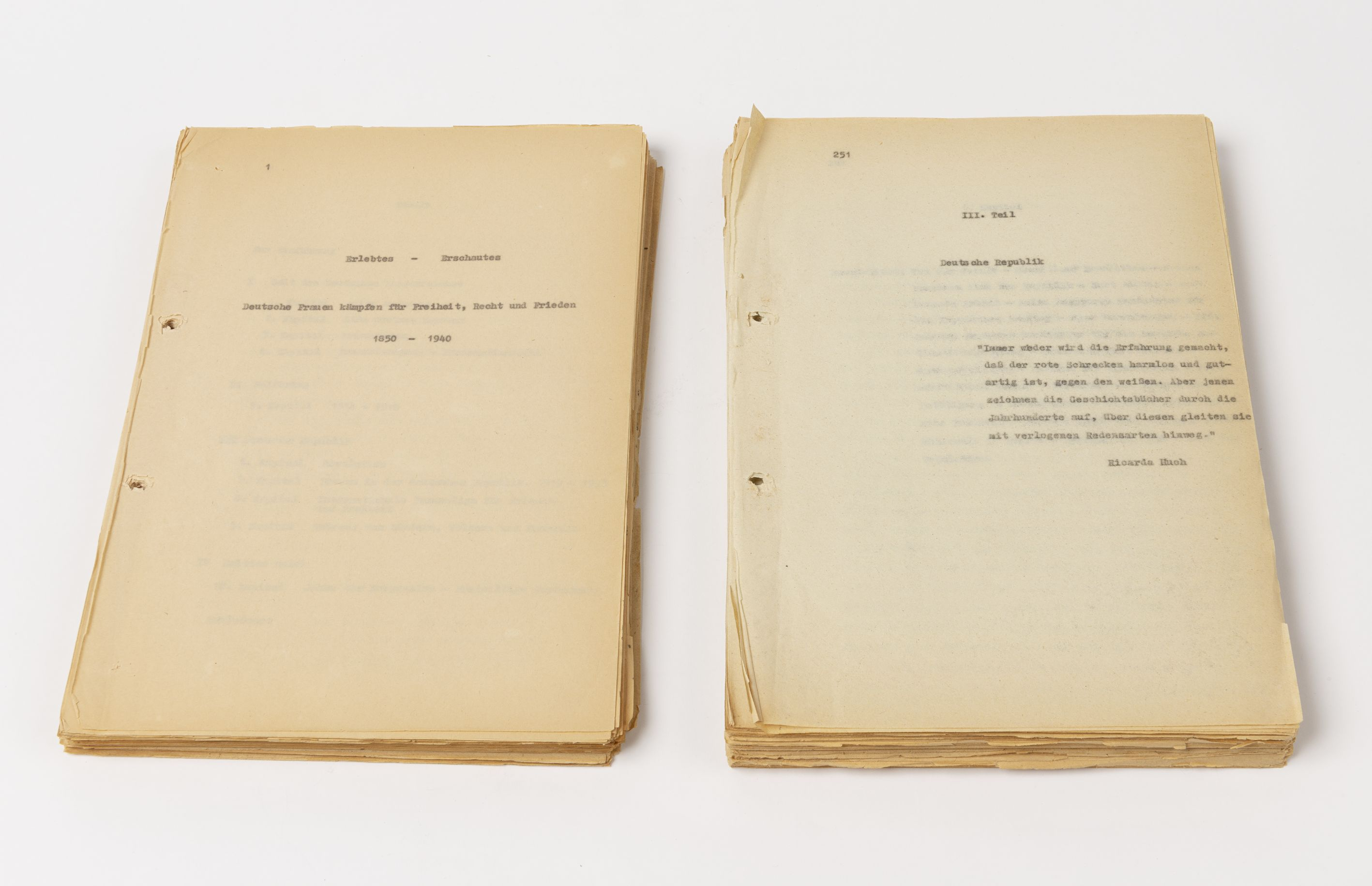
Typoskript der Memoiren von Anita Augspurg und Lida Gustava Heymann: „Erlebtes – Erschautes! Teile 1 u. 2“ von Anfang 1941

Anita Theodora Johanna Sophie Augspurg (* 22. September 1857 in Verden (Aller); † 20. Dezember 1943 in Zürich) war eine deutsche Juristin, Aktivistin der bürgerlich-radikalen Frauenbewegung sowie Pazifistin.

## Leben
Anita Augspurg war die jüngste Tochter des Anwalts Wilhelm Augspurg. Sie besuchte 1864 bis 1873 eine private Pensions- und Unterrichtsanstalt für Töchter und arbeitete ab 1874 bis zur Volljährigkeit in der Kanzlei ihres Vaters in Verden. Nach dem Besuch eines privaten Lehrerinnenseminars in Berlin bestand sie 1879 die preußische Staatsprüfung für das Lehramt an höheren Mädchenschulen und danach ein Turnlehrerinnen-Examen. Parallel nahm sie Schauspielunterricht bei Johanna Frieb-Blumauer. Ab 1881 gehörte sie als Elevin zum Ensemble des Meininger Hoftheaters. Sie spielte 1884, nach vorübergehendem Engagement am Deutschen Theater Riga, als festes Mitglied des Altenburger Hoftheaters auf Gastspielreisen.
Eine Begegnung mit Sophia Goudstikker bei ihrer Schwester in Dresden bestärkte sie in ihrem Beschluss, den Beruf der Fotografin zu erlernen. Gemeinsam eröffneten die beiden Frauen 1887 ein Fotoatelier in München, das den Namen Atelier Elvira trug. Im Jahre 1890 war das Atelier als ordentliches Mitglied im Verein zur Pflege der Photographie und verwandter Künste zu Frankfurt a. M. eingetragen. 1891 folgte eine Filiale in Augsburg, die von Sophia Goudstikkers jüngster Schwester Mathilde Goudstikker (1874–1934) geleitet wurde. 1892 war Augspurg in der Veterinärstraße 5 gemeldet.
Ab 1889 unterhielt Augspurg Kontakte zu Hedwig Kettler in Weimar. Sie wurde Mitglied von deren Deutschen Frauenverein Reform (später Frauenbildungsreform), der sich für das Frauenstudium einsetzte, und trat der 1890 in München gegründeten Gesellschaft für modernes Leben bei. In beiden Vereinen engagierte sie sich durch öffentliche Auftritte als Rednerin und Rezitatorin, die Aufsehen erregten und sie bekannt machten. Spätestens jetzt begann Augspurg, sich in der Frauenbewegung für Frauenrechte zu engagieren. Ein Grund, warum sie sich im Jahr 1893 nach Jahren erfolgreicher Aufklärungsarbeit für das Studium der Rechtswissenschaften an der Universität Zürich entschied, war, dass Frauen in Deutschland der Zugang zur Universität noch verwehrt war. In Zürich war sie Mitgründerin des Schweizerischen Vereins für Frauenbildungsreform; ferner beteiligte sie sich an der Gründung des deutschen Vereins Frauenbildung-Frauenstudium, der sich für eine radikale Frauenbildungsreform einsetzte. Ihr Studium schloss sie 1897 mit einer Arbeit Über die Entstehung und Praxis der Volksvertretung in England ab. Sie war damit die erste promovierte Juristin des deutschen Kaiserreiches. Neben Rosa Luxemburg zählte sie dort mit zu den Gründerinnen des „Internationalen Studentinnenvereins“. Schon 1894 hatten Augspurg, Goudstikker und die vor kurzem von Wiesbaden nach München übergesiedelte Ika Freudenberg in München die liberale Gesellschaft zur Förderung der geistigen Interessen der Frau als Sammlungsbewegung gegründet, der zahlreiche Prominente aus Politik, Wissenschaft und Kunst angehörten und die nach Augspurgs Austritt den Namen Verein für Fraueninteressen annahm, unter dem sie heute noch existiert. Augspurg und Goudstikker galten mit ihren Kurzhaarfrisuren, ihrer Reformkleidung, ihren öffentlichen Bekenntnissen für den Kampf der Frauenbefreiung und ihrem modernen Lebensstil als zwei auffällige Erscheinungen ihrer Zeit. Durch Augspurgs Kontakte zur Münchner Kulturszene wurde das Fotoatelier Elvira in München sehr schnell bekannt, so dass schließlich auch die bayerische Königsfamilie zu den Kunden gehörte.
1894 fand in Berlin eine Aufsehen erregende Kundgebung des Vereins für Frauenstimmrecht statt; 1896 folgte ein Internationaler Frauenkongreß für Frauenwerke und Frauenbestrebungen. Bei diesem Internationalen Frauenkongress in Brüssel kam es zu einer stürmischen Debatte über §340 des Code civil, der eine Untersuchung der Vaterschaft untersagte (La recherche de la paternité est interdite). Anita Augspurg ergriff das Wort und plädierte für eine Erziehung der unehelichen Kinder durch den Staat. Das Blatt der Hausfrau nahm ihren Beitrag zum Anlass, sie als „jene Münchner Juristin, mit dem klangvollen Organ und der haarscharfen Zunge“ zu bezeichnen, „die stets eine der gewandtesten Sprecherinnen auf allen öffentlichen Frauenversammlungen ist“.
Minna Cauer, eine der Initiatorinnen und Gründerin des Vereins Frauenwohl, machte diesen zum Propagandaverein der Frauenbewegung der Jahrhundertwende und gründete die Zeitschrift Die Frauenbewegung als Vereinsorgan. Augspurg schloss sich Cauer als Mitstreiterin an und wurde auch eine enge Mitarbeiterin der Frauenbewegung, für die sie von 1899 bis 1907 die Beilage Parlamentarische Angelegenheiten und Gesetzgebungen redigierte. 1907, nach einem Zerwürfnis mit Cauer, führte sie die Publikation eigenständig als Monatshefte für Frauenstimmrecht fort.
1898 hatten Anita Augspurg und Sophia Goudstikker das von August Endell an der Von-der-Tann-Straße 15 in München erbaute Fotoatelier mit Wohnhaus und Ausgang zur Königinstraße am Englischen Garten bezogen. Das Haus war Münchens erstes Jugendstilgebäude und erregte mit seiner gewagten Ornamentik einiges Aufsehen in der Münchner Stadtlandschaft. Augspurg engagierte sich um die Jahrhundertwende angesichts der Novellierung des Bürgerlichen Gesetzbuches (BGB) jedoch zunehmend in Berlin für die Rechte der Frauen: Sie brachte gemeinsam mit ihren politischen Freundinnen Minna Cauer und Marie Raschke Petitionen zum neuen Ehe- und Familienrecht ein, die nur zum Teil Wirkung zeigten. Aufsehen erregte Augspurgs „Offener Brief“ von 1905, in dem sie wegen des damals geltenden patriarchalen Eherechts zur Eingehung „freier Ehen“ unter Verweigerung der staatlichen Eheschließung aufrief. Dies wurde als Aufruf zum „Eheboykott“ gedeutet und löste damals einen Sturm der Entrüstung aus.
Um 1899 war es innerhalb der Frauenbewegung zu einem Zerwürfnis gekommen, das sich vordergründig am Umgang mit dem Thema Prostitution, grundsätzlicher jedoch auch an Fragen des Vorgehens entzündete. Augspurg und ihre Weggefährtinnen Minna Cauer, Katharina Erdmann sowie ihre spätere Lebensgefährtin Lida Gustava Heymann befürworteten ein kritischeres, stärker programmatisches Vorgehen als die fortan als „gemäßigt“ bezeichnete, eher pragmatische Mehrheit um Helene Lange und später Gertrud Bäumer. Die „Radikalen“ um Augspurg und Cauer organisierten sich in der Folge im neu gegründeten Verband fortschrittlicher Frauenvereine, während der Bund Deutscher Frauenvereine die Mehrheitsfrauenbewegung repräsentierte. Um diese Zeit trennte sich Augspurg auch von ihrer bisherigen Lebensgefährtin Goudstikker, die in Bayern in der Frauenbewegung aktiv blieb und fortan mit Ika Freudenberg zusammenlebte. Augspurg selbst bezog nach einiger Zeit mit Lida Gustava Heymann eine gemeinsame Wohnung im Gartenhaus der Münchner Kaulbachstraße 12.
Augspurg und Heymann wurden in den Vorstand des Verbandes fortschrittlicher Frauenvereine gewählt. Anders als die „Gemäßigten“, die in erster Linie auf Mädchenbildung und praktische Verbesserungen setzten, priorisierten sie früh das Frauenwahlrecht und gründeten zu diesem Zweck 1902 in Hamburg den Deutschen Verein für Frauenstimmrecht sowie 1907 den Bayerischen Landesverein für Frauenstimmrecht. Bis kurz vor Ausbruch des Ersten Weltkriegs übten sie in der sich zersplitternden deutschen Frauenstimmrechtsbewegung einen großen Einfluss aus. Von 1907 bis 1912 gab Anita Augspurg die Zeitschrift für Frauenstimmrecht heraus, von 1912 bis 1913 die Zeitschrift Frauenstimmrecht (in der sie ihre Nationalhymne der Frauen publizierte) und ab 1919 die Zeitschrift Die Frau im Staat, in der feministische, radikaldemokratische und pazifistische Positionen vertreten wurden.
Im Ersten Weltkrieg nahmen Augspurg und Heymann an internationalen Frauen-Friedenskonferenzen teil, darunter am Internationalen Frauenfriedenskongress im April 1915 in Den Haag, und hielten illegale Versammlungen in ihrer Münchner Wohnung ab. Gemeinsam mit weiteren Pazifistinnen wie Frida Perlen aus Stuttgart verbreiteten sie Flugschriften gegen den Krieg. Sie waren an der Gründung der Internationalen Frauenliga für Frieden und Freiheit (IFFF) beteiligt; Heymann wurde dort Vizepräsidentin. Aufgrund der gemeinsamen pazifistischen Überzeugung bot sich die Zusammenarbeit mit den inzwischen von der SPD getrennten Unabhängigen Sozialdemokraten (USPD) an; die früheren Differenzen mit den sozialistischen Frauen um Clara Zetkin verloren an Bedeutung. Anita Augspurg kooperierte mit Kurt Eisner und wurde nach der Proklamation der Bayerischen Republik 1918 in München Mitglied des provisorischen bayerischen Parlaments. Bei den bald folgenden Wahlen kandidierte sie auf Listen der sozialistischen USPD, erlangte aber kein Mandat.
Während der Machtübernahme der NSDAP waren Augspurg und Heymann auf einer Auslandsreise, von der sie nicht nach Deutschland zurückkehrten. Sie befürchteten Repressalien, da sie unter anderem 1923 beim bayerischen Innenminister die Ausweisung des Österreichers Adolf Hitler wegen Volksverhetzung beantragt hatten. Ihr Besitz wurde beschlagnahmt. Ihre Bibliothek und alle Aufzeichnungen aus ihrer jahrzehntelangen Arbeit in der nationalen und internationalen Frauenbewegung gingen verloren.

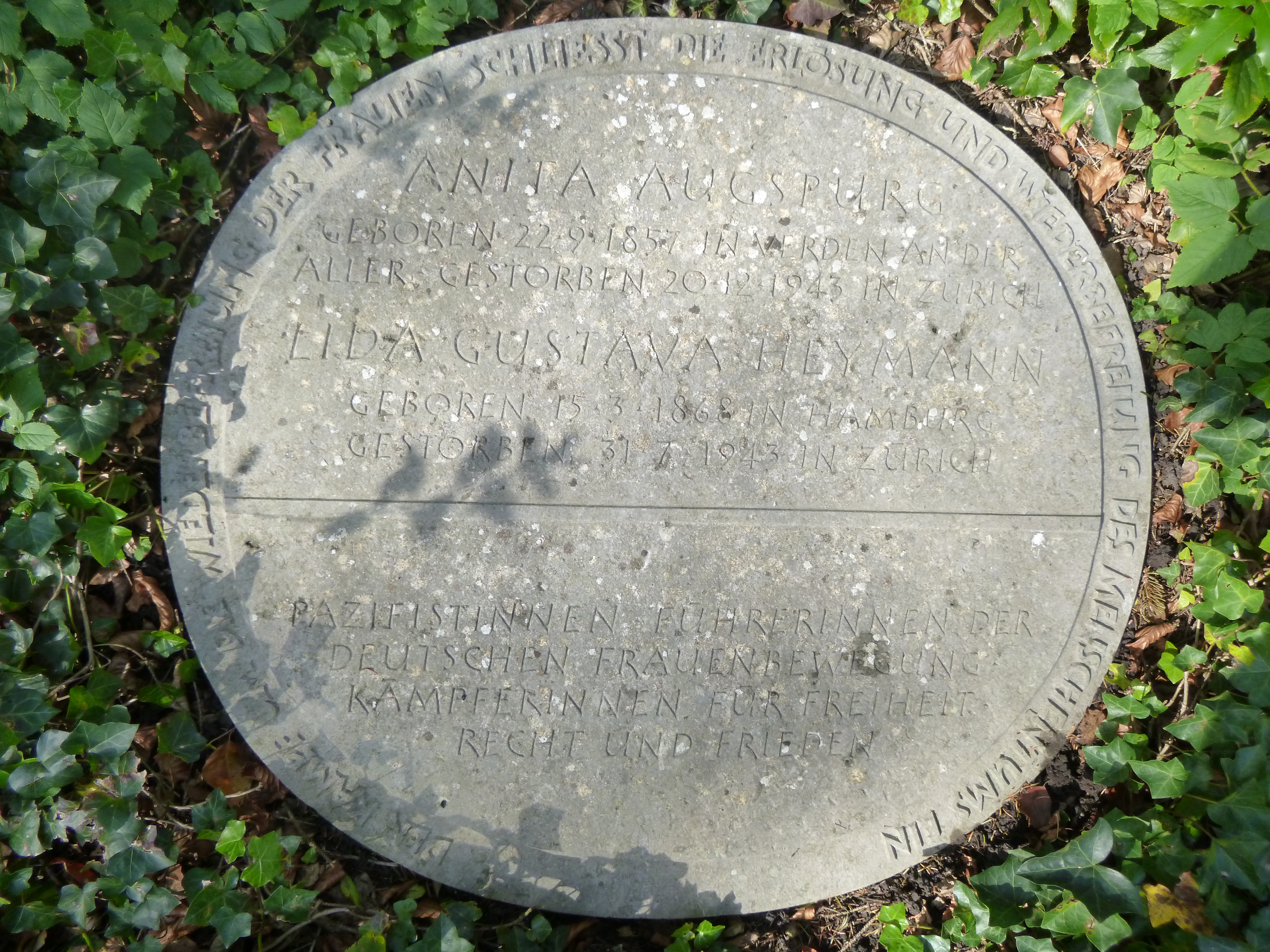
Grab auf dem Friedhof Fluntern

Augspurg und Heymann wohnten von 1916 bis zu ihrer Flucht vor den Nationalsozialisten in Icking in der Villa „Burg Sonnensturm“, anschließend gemeinsam im Schweizer Exil. Ab 1937 war Augspurg stark pflegebedürftig. Heymann schrieb mit ihr die gemeinsamen Erinnerungen unter dem Titel Erlebtes – Erschautes bis 1941 nieder. 1943 starb Heymann an Krebs. Augspurg überlebte sie um wenige Monate. Die beiden Frauen, die mehr als vier Jahrzehnte zusammen gelebt hatten, wurden beide auf dem Friedhof Fluntern in Zürich beigesetzt.

## Veröffentlichung der Memoiren von Heymann und Augspurg
Von den Memoiren von Heymann und Augspurg haben sich drei Typoskripte erhalten. Es sind zwei zeitlich verschieden datierte Exemplare im Besitz des Neffen von Heymann sowie ein Exemplar, das sich heute im Besitz des Archivs der deutschen Frauenbewegung befindet und ursprünglich von Anna Rieper, einer Freundin von Heymann und Augspurg und ehemaligen Vorsitzenden der Women’s International League for Peace and Freedom-Ortsgruppe Hamburg, verwahrt wurde. Die Memoiren wurden 1972 von der Politikwissenschaftlerin Margrit Twellmann erstmals veröffentlicht, die den Verbleib der Typoskripte ermittelt hatte.

## Ehrungen
- Die Stadt Zürich ließ auf dem Friedhof Fluntern zu Ehren von Heymann und Augspurg am 20. Dezember 1993 einen Gedenkstein errichten.[17][18]
- Anita-Augspurg-Preis der Stadt München, seit 1994
- Augspurg-Heymann-Preis der Landesarbeitsgemeinschaft Lesben in Nordrhein-Westfalen, von 2009 bis 2015
- Städtische Anita-Augspurg-Berufsoberschule für die Ausbildungsrichtung Sozialwesen der Landeshauptstadt München, seit dem Schuljahr 2013/2014. Mit der Übernahme des Namens steht die Schulfamilie hinter den politischen und sozialen Zielen von Anita Augspurg.[19]
- FRAUENORT in Verden: Der frauenORT Anita Augspurg in Verden wurde im April 2008 in Kooperation mit dem Kreisfrauenrat und den Gleichstellungsbeauftragten des Landkreises und der Stadt Verden eröffnet.
- Rebellinnen gegen den Krieg – Anita Augspurg-Preis für Frauen, die sich in ihren Heimatländern für Frieden und Gerechtigkeit einsetzen, der deutschen Sektion der Internationalen Frauenliga für Frieden und Freiheit gemeinsam mit der Stadt Verden, seit 2017, Preisträgerinnen:
  - 2017 die syrische Journalistin Zaina Erhaim;[20]
  - 2018 die armenische Menschenrechtsaktivistin und Gründerin der NGO Democracy Today, Gulnara Shahinian;[21]
  - 2019 die jemenitische Menschenrechtsaktivistin Rasha Jarhum.[22]
  - 2021 die griechische Menschenrechtsaktivistin Efi Latsoudi.[23]
- Der WDR widmete ihr zum 75. Todestag am 20. Dezember 2018 ein ZeitZeichen.[24]
- Im Bremer Stadtteil Neustadt und in Endingen am Kaiserstuhl ist eine Straße nach ihr benannt,[25] ebenso im Münchner Stadtteil Neuhausen[26], und in ihrer Geburtsstadt Verden trägt seit 1991 ein Platz in der Nähe ihres Elternhauses ihren Namen.[27]

## Schriften und Ausgaben ihres Werks
- Ueber die Entstehung und Praxis der Volksvertretung in England. Dissertation. Knorr & Hirth, München 1898 (Digitalisat).
- Mit Lida Gustava Heymann: Erlebtes – Erschautes. Deutsche Frauen kämpfen für Freiheit, Recht und Frieden, 1850–1940. Hrsg. v. Margrit Twellmann. Helmer, Frankfurt am Main 1992 (Erstausgabe 1972), ISBN 3-927164-43-7.
- Rechtspolitische Schriften. Kommentierte Studienbuchausgabe. Hrsg. v. Christiane Henke (= Rechtsgeschichte und Geschlechterforschung. Band 16). Böhlau, Köln 2013, ISBN 978-3-412-21075-5.